# Lebende Statue

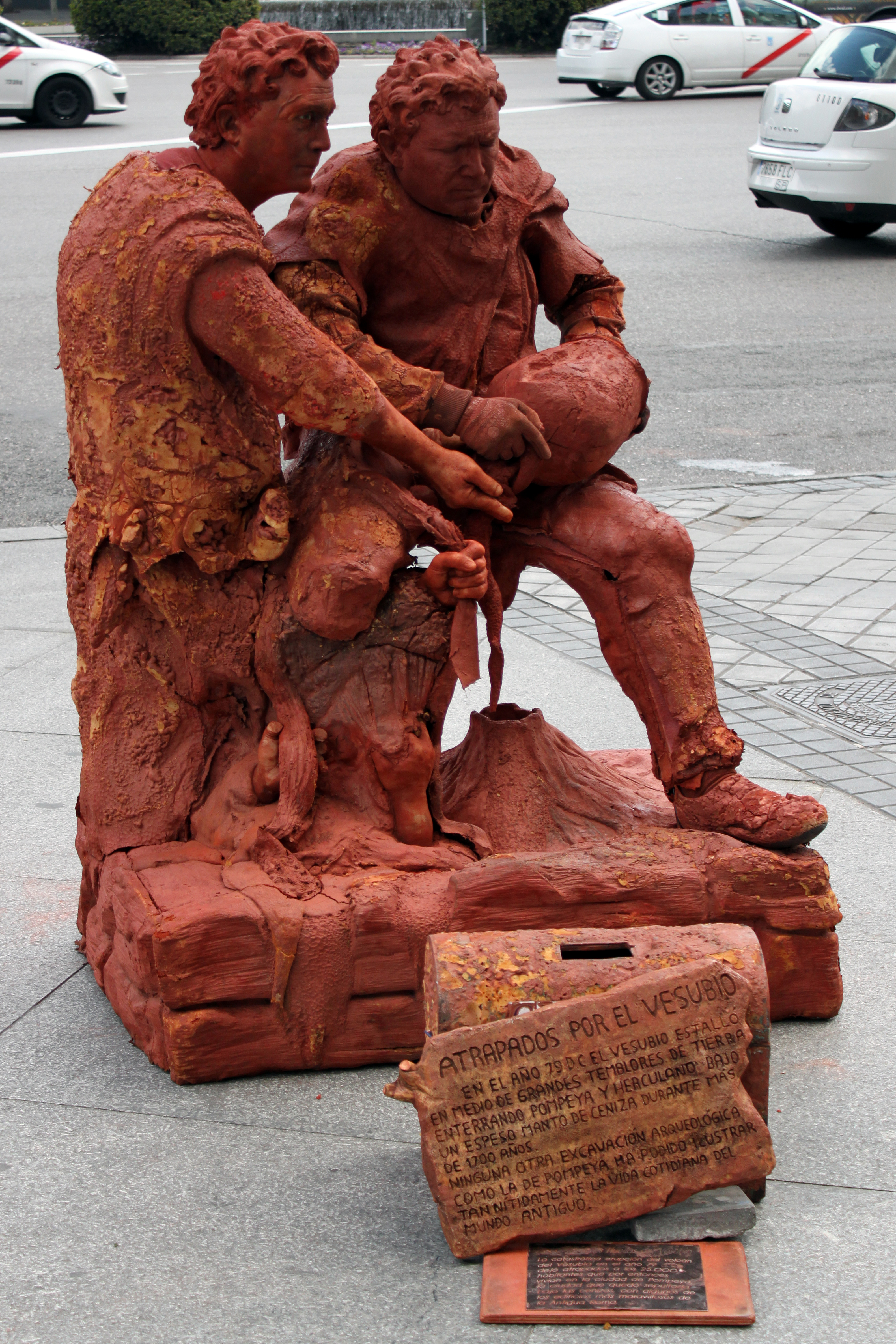
Lebende Statuen

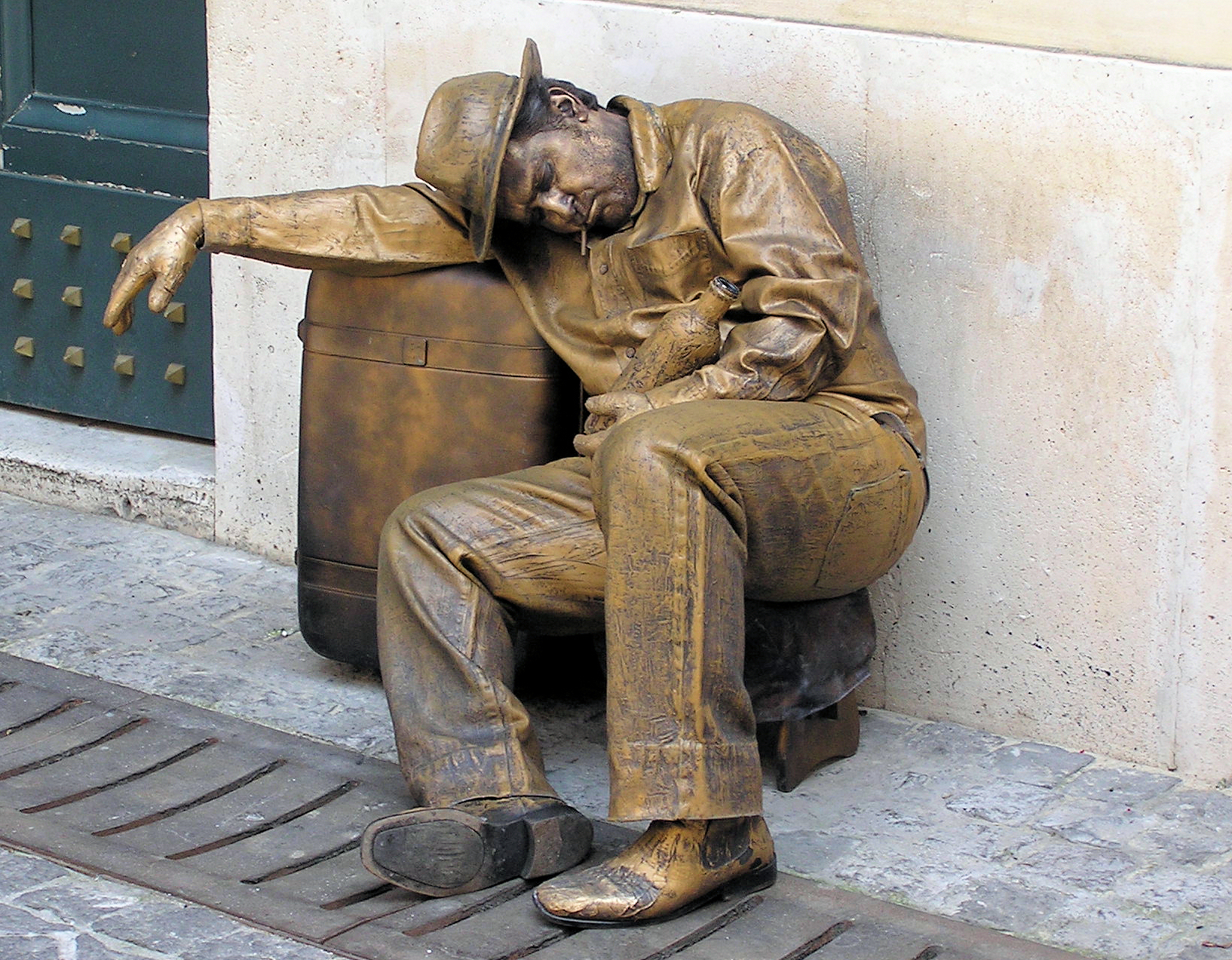
Lebende Statue in Rom

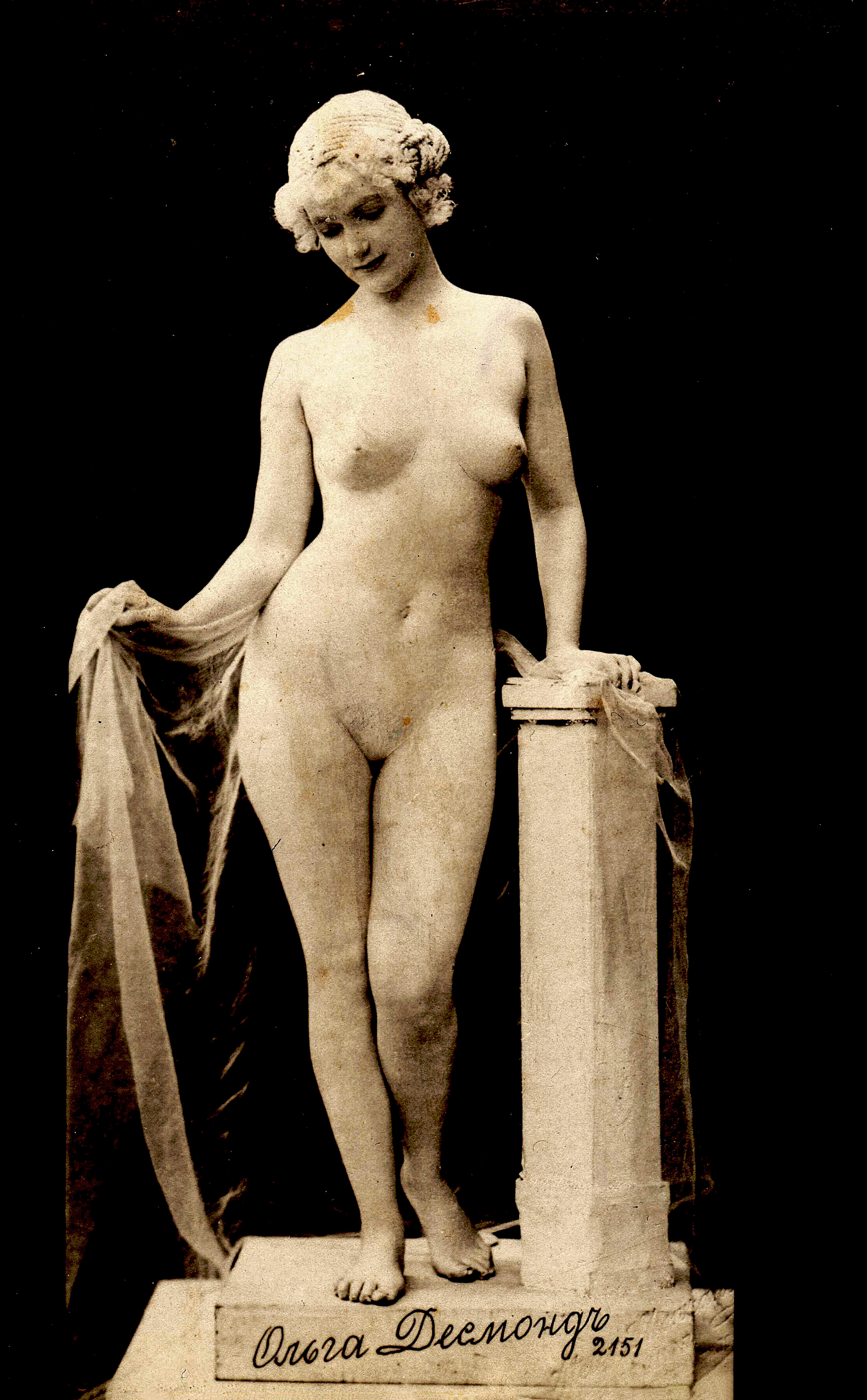
Lebende Statue – Olga Desmond

Lebende Statuen sind Models, die durch Bekleidung, Schminke und bewegungsloses Verhalten die Illusion vermitteln, sie seien Skulpturen oder Schaufensterpuppen. Gelegentlich werden auch englische Bezeichnungen verwendet: Living Doll („lebende Puppe“) oder Living Mannequin („lebende Schaufensterpuppe“).
Lebende Statuen gehören zur darstellenden Kunst und lassen sich der Pantomime zuordnen. Man sieht sie hauptsächlich als Straßenkünstler, sie werden aber auch für Straßenfeste, Eröffnungsfeiern, Jubiläumsfeiern, Werbe- und Marketingkampagnen engagiert. Auch im Theater wird diese Kunst oft eingesetzt, etwa bei Marcel Marceaus Mimodrama Don Juan. Die Ausübung der Tätigkeit erfordert ein hohes Maß an Konzentration und Selbstbeherrschung.